# Переяслав-Хмельницький район
Перея́слав-Хмельни́цький райо́н — колишній район України на сході Київської області на лівобережжі, омивається водами Канівського водосховища. Районний центр — місто Переяслав. Населення становить 29 014 осіб (на 1 жовтня 2013). Площа району 956 км². Утворено 7 березня 1923 року. Ліквідований 25 жовтня 2020 року внаслідок адміністративно-територіальної реформи.

## Символіка
28 грудня 2001 року районна рада затвердила герб і прапор Переяслава-Хмельницького району. Автор символів району — Олексій Кохан. Прапор являє собою полотнище із трьох вертикальних смуг: білої, червоної й білої, співвідношення ширини смуг — 1:4:1. У центрі полотнища зображений елемент герба міста — біла фортеця із надворотной церквою, що має золотий купол і хрест; гостроверхими бічними вежами, що мають золоту покрівлю й флюгері; у прорізі воріт червлений щит із золотим князівським знаком Всеволода Ярославовича. Герб району: у блакитному щиті зі срібною облямівкою сидячий на срібному трьохгор'є золотий бабак, що тримає в лапах червлену корону, у главі щита виходяще праворуч золоте сонце. Древня фортеця символізує Переяславське князівство, знак Всеволода Ярославовича нагадує про період розквіту князівства. Червоний колір — колір давньоруських військових щитів, білі смуги на прапорі символізують річки Дніпро й Трубіж.

## Географія
Переяслав-Хмельницький район розміщений у фізико-географічній зоні Центрального лісостепу, тобто у південній частині Київської області. Територія району становить 1456 кв.км, або 5,2 % від території області. Межує на півночі та сході із Бориспільським, Баришівським та Яготинським районами Київської області, на півдні — з Драбівським та Золотоніським районами Черкаської області. Західна межа району проходить вздовж Канівського водосховища, площа якого в межах району становить 20706,3 га. На території району протікає 6 річок довжиною понад 10 км. Найбільші — Дніпро — довжиною 30 км, Трубіж — 50 км, Альта — 34 км, Броварка — 33 км, Карань — 26 км (в межах Переяслав-Хмельницького району).
Площа с/г угідь (за всіма товаровиробниками, включаючи підсобні господарства), становить — 95628,2 га, із них ріллі — 80375,4 га.

## Природно-заповідний фонд

### Національні природні парки
Білоозерський.

### Парки-пам'ятки садово-паркового мистецтва
Ташанський (загальнодержавного значення).

### Ландшафтні заказники
Стовп'язькі краєвиди.

### Ботанічні заказники
Діброва, Степовий.

### Ботанічні пам'ятки природи
Акація біла, Гірка, Два товариша, Дуб кохання, Роблена могила, Соболева могила, Ташанківський дуб, Три брати.

### Комплексні пам'ятки природи
Дніпрово-Яненковий вал.

### Геологічні пам'ятки природи
Криниця святого Георгія.

### Заповідні урочища
Болото в урочищі «Солонці», Студенеківські дубові насадження, Крутуха.

## Історія
Переяславська земля — складова частина Київщини — здавна була адміністративним центром певної округи, розміри і межі якої не раз змінювалися. За епохи Київської Русі це було Переяславське князівство, що охоплювало всю лівобережну частину Середньої Наддніпрянщини і землі на північний схід, у XVII—XVIII ст. — Переяславський полк. Із ліквідацією автономії України наприкінці XVIII ст. Переяслав став повітовим центром Полтавської губернії. З 1921 року Переяславський повіт входить до Київської губернії.
Сучасна територія Переяславщини зберігає пам'ятки трипільської, зарубинецької та черняхівської культури, багато цих пам'яток відкрито по обох берегах Дніпра, а також уздовж річок Трубежа і Супою.
Населення Переяславщини брало активну участь в селянсько-козацьких повстаннях проти польсько-шляхетського і московського панування в Україні під проводом С.Наливайка, Трясила, Павлюка, Остряниці, Брюховецького. у визвольній війні 1648—1657 рр. на чолі з Богданом Хмельницьким. В Переяславському колегіумі викладав Сковорода.

## Історія району
Район створений 7 березня 1923 року в складі Золотоніської округи Полтавської губернії. Після ліквідації Золотоніської округи згідно з постановою ВУЦВК від 3 червня 1925 року, Переяславський район з 10 червня 1925 року передано Київській окрузі (до 1930 року).
За даними перепису населення 17 грудня 1926 року в райні було 38 сільських рад, 78739 жителів, з них 15232 - міських.
Після утворення 27.02.1932 року Київської області Переяславський район ввійшов до її складу. В 1943 році Переяславський район переіменовано в Переяслав-Хмельницький.
З 1962 по 1965 рік до складу Переяслав-Хмельницького району входили сільські ради Баришівського району, селище Березань та три сільські ради Березанського району.

## Адміністративний устрій
Адміністративно-територіально район поділявся на 1 міську раду та 31 сільську раду, які об'єднують 51 населений пункт і підпорядковані Переяслав-Хмельницькій районній раді. Адміністративний центр був — місто Переяслав, яке є містом обласного значення та не входило до складу району.

## Населення
Розподіл населення за віком та статтю (2001):
| Стать | Всього | До 15 років | 15-24 | 25-44 | 45-64 | 65-85 | Понад 85 |
| --- | ------ | ----------- | ----- | ----- | ----- | ----- | -------- |
| Чоловіки | 16 997 | 2786        | 3242  | 4418  | 4038  | 2410  | 103      |
| Жінки | 19 528 | 2632        | 1722  | 4156  | 5076  | 5374  | 568      |
| \| Статево-вікова піраміда \| Статево-вікова піраміда \| Статево-вікова піраміда \| \| ----------------------- \| ----------------------- \| ----------------------- \| \| Чоловіки \| Вік \| Жінки \| \| 103 \| 85 + \| 568 \| \| 148 \| 80-84 \| 785 \| \| 528 \| 75-79 \| 1449 \| \| 893 \| 70-74 \| 1889 \| \| 841 \| 65-69 \| 1251 \| \| 1419 \| 60-64 \| 2052 \| \| 735 \| 55-59 \| 989 \| \| 934 \| 50-54 \| 1071 \| \| 950 \| 45-49 \| 964 \| \| 1158 \| 40-44 \| 1106 \| \| 1063 \| 35-39 \| 991 \| \| 1157 \| 30-34 \| 1017 \| \| 1040 \| 25-29 \| 1042 \| \| 1107 \| 20-24 \| 826 \| \| 2135 \| 15-20 \| 896 \| \| 1142 \| 10-14 \| 1074 \| \| 981 \| 5-9 \| 901 \| \| 663 \| 0-4 \| 657 \| |        |             |       |       |       |       |          |
| Статево-вікова піраміда |        |             |       |       |       |       |          |
| Чоловіки | Вік    | Жінки       |       |       |       |       |          |
| 103 | 85 +   | 568         |       |       |       |       |          |
| 148 | 80-84  | 785         |       |       |       |       |          |
| 528 | 75-79  | 1449        |       |       |       |       |          |
| 893 | 70-74  | 1889        |       |       |       |       |          |
| 841 | 65-69  | 1251        |       |       |       |       |          |
| 1419 | 60-64  | 2052        |       |       |       |       |          |
| 735 | 55-59  | 989         |       |       |       |       |          |
| 934 | 50-54  | 1071        |       |       |       |       |          |
| 950 | 45-49  | 964         |       |       |       |       |          |
| 1158 | 40-44  | 1106        |       |       |       |       |          |
| 1063 | 35-39  | 991         |       |       |       |       |          |
| 1157 | 30-34  | 1017        |       |       |       |       |          |
| 1040 | 25-29  | 1042        |       |       |       |       |          |
| 1107 | 20-24  | 826         |       |       |       |       |          |
| 2135 | 15-20  | 896         |       |       |       |       |          |
| 1142 | 10-14  | 1074        |       |       |       |       |          |
| 981 | 5-9    | 901         |       |       |       |       |          |
| 663 | 0-4    | 657         |       |       |       |       |          |

### Національний склад
Національний склад населення за даними перепису 2001 року:
| Національність  | Відсоток |
| --------------- | -------- |
| українці        | 96,67%   |
| росіяни         | 2,46%    |
| білоруси        | 0,27%    |
| вірмени         | 0,16%    |
| інші/не вказали | 0,44%    |

### Мовний склад
Рідна мова населення за даними перепису 2001 року:
| Мова            | Відсоток |
| --------------- | -------- |
| Українська      | 97,14%   |
| Російська       | 2,56%    |
| Вірменська      | 0,11%    |
| Інші/Не вказали | 0,19%    |
| Разом           | 100%     |

## Засоби масової інформації
З 7 жовтня 1925 в районі видається газета Вісник Переяславщини.
Діють локальні інтернет-видання.

## Екскурсійні об'єкти
- Музей народної архітектури та побуту Середньої Наддніпрянщини
- Курган (с. Єрківці)
- Погруддя Герою Соціалістичної Праці — Хобта Олена Семенівна (с. Гланишів)
- Свято-Сергіївська каплиця (с. Ташань)
- Ташанський парк (с. Ташань)
- Церква Архістратига Михайла (с. Єрківці)
- Церква Іоанна Богослова (с. Строкова)
- Церква Іоанна Богослова (с. Гайшин)
- Церква Святого Миколая (с. Дівички-1)
- Церква Хрестовоздвиженська (с. Дівички)
- церква Воскресіння Христового (с. Воскресенське)
- руїни церкви Св. Іллі (с. Циблі)

## Політика
25 травня 2014 року відбулися Президентські вибори України. У межах Переяслав-Хмельницького району були створені 42 виборчі дільниці. Явка на виборах складала — 71,37 % (проголосували 17 840 із 24 998 виборців). Найбільшу кількість голосів отримав Петро Порошенко — 57,74 % (10 301 виборців); Юлія Тимошенко — 15,47 % (2 760 виборців), Олег Ляшко — 12,88 % (2 298 виборців), Анатолій Гриценко — 4,31 % (769 виборців). Решта кандидатів набрали меншу кількість голосів. Кількість недійсних або зіпсованих бюлетенів — 0,98 %.